# 薩納托爾諾耶

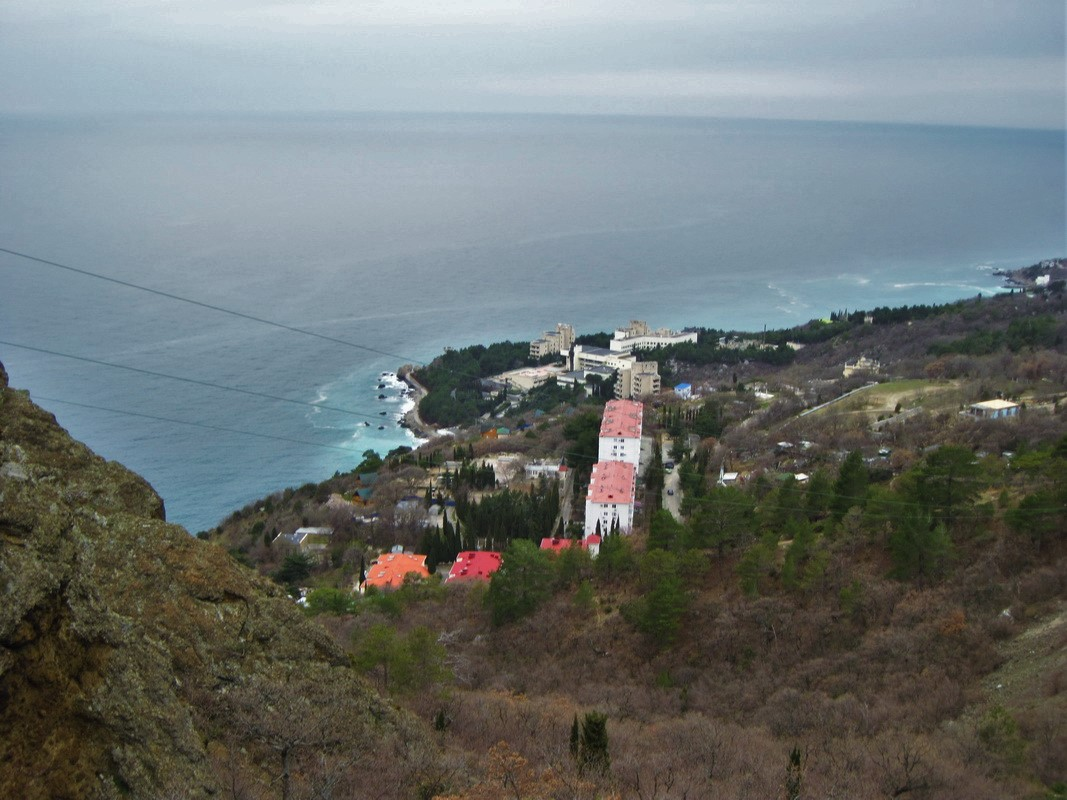
海边风景

薩納托爾內（烏克蘭語：Санаторне），又按俄語名譯為薩納托爾諾耶（俄语：Санаторное），法理上是乌克兰克里米亚自治共和国南部雅尔塔区的市级镇，但事实上是俄罗斯克里米亞共和國雅尔塔市议会下辖的市级镇。該鎮處於福羅斯以東3公里，距離辛菲羅波爾101公里，海拔高度79米，2011年該市級鎮人口494。